# Jagged Alliance
Jagged Alliance – pierwsza z całej serii strategicznych gier turowych o tej samej nazwie. Producentem jak i wydawcą jest firma Sir-Tech. Światowa premiera gry nastąpiła 2 września 1994 roku, w Polsce dostępna była od 12 kwietnia 1995. Gra doczekała się samodzielnego dodatku zatytułowanego Jagged Alliance: Deadly Games.

## Fabuła
Celem misji jest oczyszczenie fikcyjnej wyspy Metavira z zagrażających jej żołnierzy. Gracz jest najemnikiem wynajętym przez naukowca Jacka Richardsa Na początku gracz dysponuje pewną ilością gotówki oraz laptopem. W specjalnym menu, dającym złudzenie systemu operacyjnego można za pomocą agencji A.I.M. (the Association of International Mercenaries) wynająć odpowiednią liczbę najemników, wymaganych do tego zadania. Każdy z nich różni się ceną, statystykami, specjalizacją (od snajpera po speca od materiałów wybuchowych) a także charakterem i dialogami – łącznie w grze było 60 najemników. Ponadto podczas rozgrywki najemnicy ewoluują, poprawiając swoje umiejętności poprzez walkę, czy żmudny trening.

## Rozgrywka
Gra posiada system sterowania, znany m.in. z serii X-COM. Akcja gry przedstawiona jest w widoku z góry. W poszczególnych turach (ograniczonych czasowo, lub nie w zależności od wybranej opcji) gracz kieruje danymi najemnikami, każdy z nich ma ograniczenie ruchu na daną turę i może wykonać jedną określoną czynność, jak oddanie strzału czy podłożenie materiałów wybuchowych. Najemnicy mają bardzo szeroki zakres poruszania się, mogą biegać, klękać i czołgać się. Postacie posiadają ograniczony ekwipunek, mogą nakładać na siebie różne hełmy, kamizelki etc. oraz posługiwać się wszelakim sprzętem – w grze występuje wiele typów broni, jak noże, przeróżne pistolety czy karabiny. Występują zależności pomiędzy najemnikami. Niektórzy są wrogo nastawieni do siebie, zaś inni przyjaźnią się tak bardzo, że w przypadku zwolnienia jednego odchodzi też drugi.